# Verlof
Verlof is een periode waarin iemand toestemming heeft om iets te doen, in het bijzonder om afwezig te zijn.

## Arbeid
In een arbeidsrelatie is verlof het recht om tijdelijk niet werkzaam te zijn. Zo bestaan of bestonden bijvoorbeeld de volgende vormen van verlof:
- Europees verlof
- vakantieverlof
- ziekteverlof
- bijzonder verlof, ook buitengewoon verlof (vooral militair)
- zwangerschaps- en bevallingsverlof / moederschapsrust
- ouderschapsverlof
- calamiteitenverlof en ander kort verzuimverlof (Nederland)
- klein verlet (België)
- menstruatieverlof

In Nederland zijn de verschillende vormen van verlof geregeld in het Burgerlijk Wetboek en de Wet arbeid en zorg, en is er een regeling voor loondoorbetaling bij ziekte en vakantieverlof. In een cao kunnen andere vormen van verlof geregeld zijn, bijvoorbeeld het vorstverlet.
In België worden deze materies geregeld onder de noemer thematische verloven.

## Garden leave
Wanneer iemand ontslagen wordt gelden vaak ontslagtermijnen. Bedrijven stellen vaak de werknemer hangende deze termijn vrij van werkzaamheden en ontzeggen hem toegang tot het gebouw. Telefoons, laptops en andere bedrijfseigendommen worden teruggevorderd. Wel ontvangt de werknemer uiteraard nog salaris. Hiermee wordt voorkomen dat de ontslagen werknemer vertrouwelijke informatie misbruikt, de atmosfeer verstoort, of sabotage of een andere wraakactie pleegt. Soms wordt ook een werknemer die zelf ontslag heeft genomen om dezelfde reden hangende de termijn met verlof gestuurd; dit zal zich met name voordoen wanneer deze bij een concurrent aan de slag wil of voor zichzelf wil beginnen en de werkgever bang is dat deze klanten en informatie wil 'stelen'. Deze vrijstelling wordt eufemistisch aangeduid als 'garden leave' of 'gardening leave' ('tuinierverlof', 'verlof om in de tuin te werken'). Soms wordt de uitdrukking ook gebruikt wanneer een werknemer weliswaar niet ontslagen wordt maar tijdelijk zo weinig werk heeft (bijvoorbeeld omdat hij net een opdracht heeft afgemaakt en de volgende nog op zich laat wachten) dat zijn aanwezigheid op de werkvloer niet zinvol of zelfs storend wordt geacht. Tijdens het garden leave dient de werknemer in principe (nog) beschikbaar te zijn voor werkzaamheden en kan de werkgever hem in theorie wanneer nodig sommeren alsnog op het werk te verschijnen.

## Verlof als drankvergunning

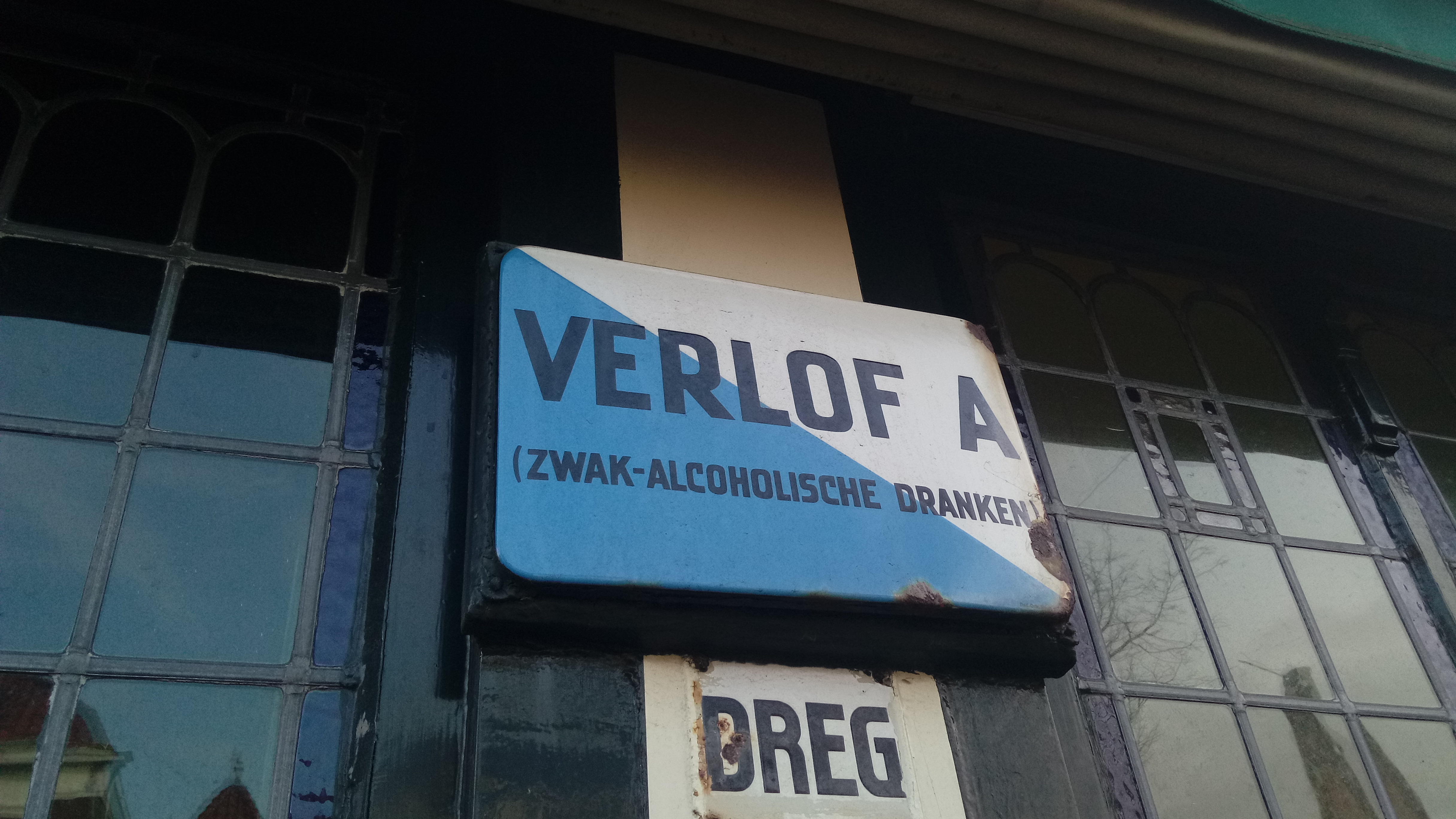
Verlof A

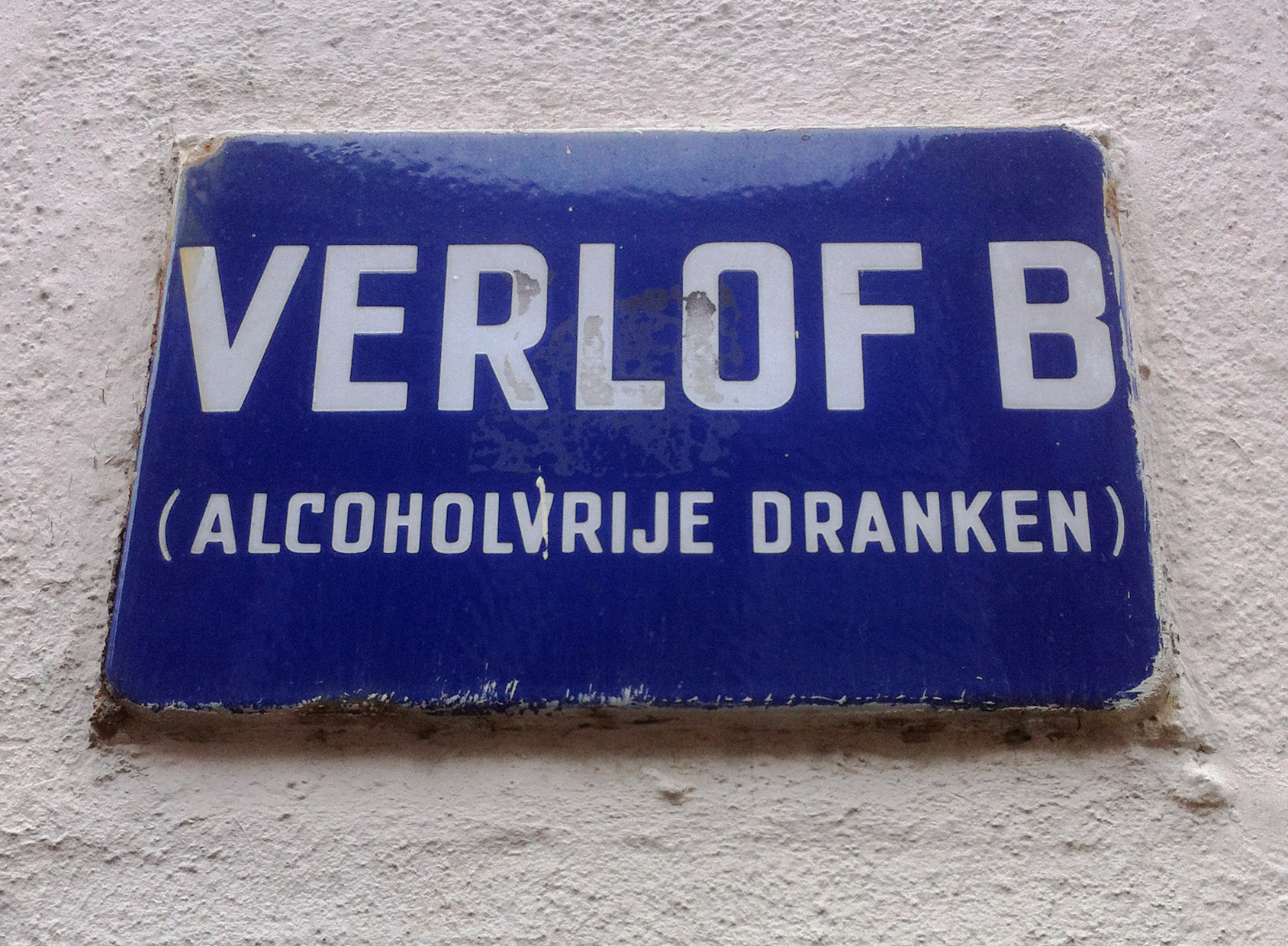
Verlof B

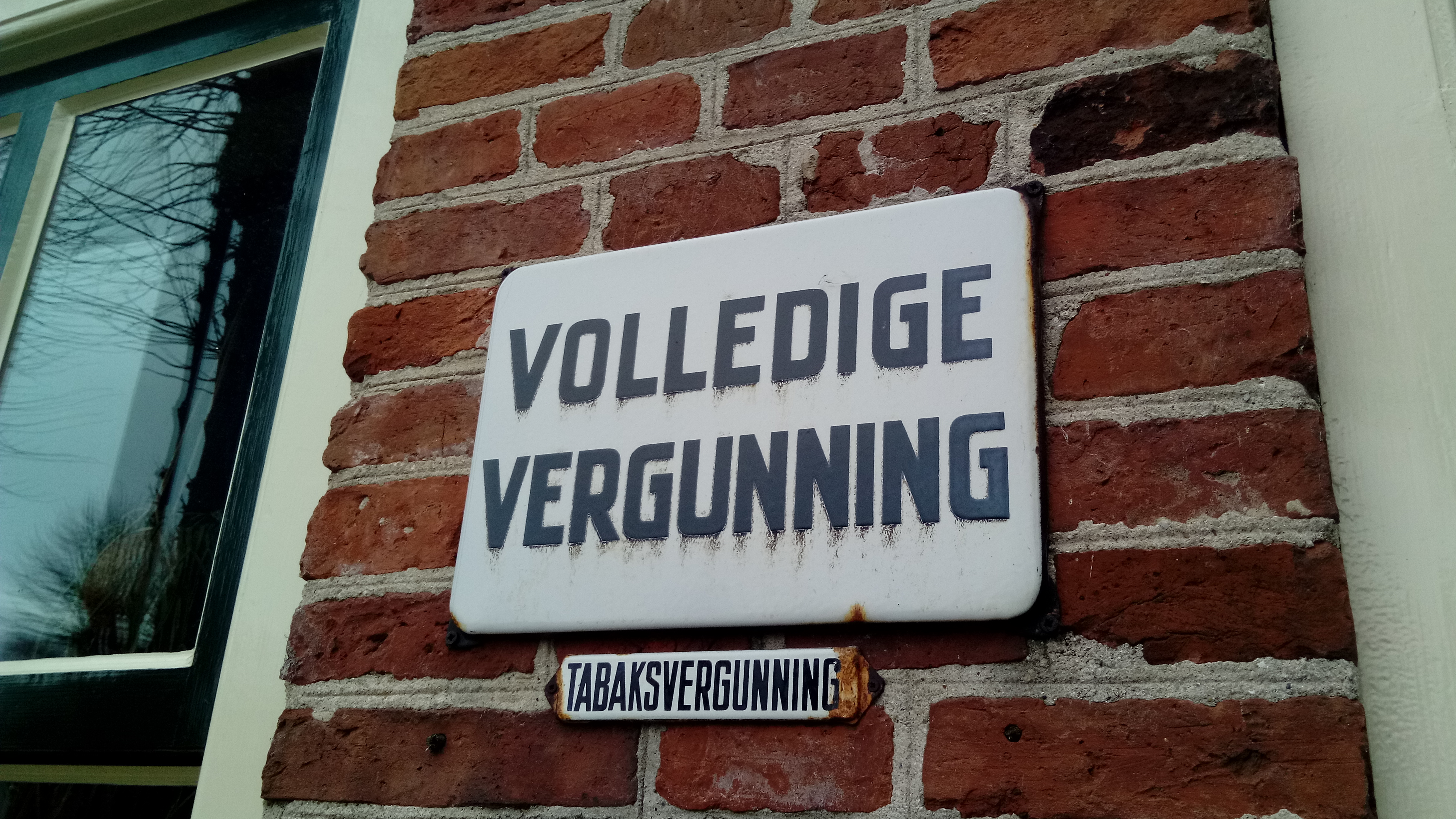
Volledige vergunning

In de derde Drankwet, die gold van 1934 tot 1967, werd de vergunning voor het schenken van dranken in de Horeca verleend als Verlof A (voor zwak-alcoholische dranken), Verlof B (voor alcoholvrije dranken) of als Volledige Vergunning (ook voor sterke drank).
In 1967 volgde de nieuwe Drank- en Horecawet (die inmiddels Alcoholwet heet) met afschaffing van deze types verlof en kwamen er nieuwe vergunningsvoorschriften, ook voor de verkoop van dranken om mee te nemen (in slijterijen en bijvoorbeeld ook supermarkten).

## Detentie
In België kan aan iemand die in hechtenis genomen is penitentiair verlof verleend worden om zijn sociale re-integratie te bevorderen.

## Militaire dienst
Tijdens militaire dienstplicht kan aan miliciens verlof verleend worden, al dan niet wegens speciale omstandigheden zoals een overlijden in de familie of dringend noodzakelijke hulp bij de oogst.
Bij het beëindigen van de actieve fase bij dienstplicht (het einde van de diensttijd dus) werd in Nederland groot verlof verleend.

## Politiek
De leden van een wetgevende macht beschikken gedurende bepaalde periodes in het jaar over parlementair verlof.